# Ritratto del conte Antonio Porcia
Il Ritratto del conte Antonio Porcia è un dipinto a olio su tela (115x93 cm) di Tiziano, databile al 1535-1540 circa e conservato nella Pinacoteca di Brera di Milano.

## Storia e descrizione
Antonio Porcia, nobile di Pordenone, si era fatto ritrarre da Tiziano e i suoi discendenti tennero l'opera nel castello di famiglia fino a quando Alfonso Porcia la trasferì nella sua residenza di Milano. Lì passò per via ereditaria a Eugenia Visconti Litta Arese, che la donò a Brera nel 1891.
La datazione, basata su raffronti stilistici, è in genere collocata al 1535-1540. 
Il ritratto, di tre quarti e a mezza figura, è impostato sulla collaudata formula del soggetto vicino a una finestra aperta, da cui si intravede un brumoso paesaggio. Il personaggio, vestito di nero, il colore nobile per eccellenza, indossa un collare onorifico.